# Sorok család
A Sorok család régi magyar nemesi család, amely Győrből, Győr vármegyéből ered és több vármegyébe elszármazott.

## Története
A Sorok család a Boros családdal együtt I. Lipót magyar királytól 1688. szeptember 2-án Győr vármegyében kapott címeres nemeslevelet. A címerszerzők  Boros Márton és fiai, Mihály és István, valamint Sorok György, annak fia György, Sorok János, annak fia Sámuel, Sorok Péter és Sorok István, akik Boros Márton féltestvérei voltak. Nemességüket Győr vármegye 1688. december 29-én tartott közgyűlésén hirdették ki. A család tagjai több vármegyébe is elszármaztak, ahol a család több tagja helyi és megyei tisztségeket viselt.

### György főága
Sorok György kovácsmester volt. Testvérével, Péterrel együtt előbb Mórra költözött, ahol a Hochburg család szolgálatában álltak. A két testvér nemességét Fejér vármegye 1694. szeptember 20-án Székesfehérváron tartott közgyűlésén hirdették ki, miután Hochburgné tiszttartója ellentmondását visszavonta.
Sorok György később Szilsárkányban telepedett meg. Györgynek három fia volt György, István és János.

#### György ága
Sorok György Pestre költözött, ahol katonaként Pest-Pilis-Solt-Kiskun vármegye szolgálatába állt. Nemeslevelét a vármegye 1724-ban tartott nemességvizsgálatakor mutatta fel. Fia, István (Pest, 1722. július 04. - ) szintén vármegyei katonaként szolgált, majd családjával Bács-Bodrog vármegyébe Szivácra költözött. Győr vármegye 1756. március 10-én állított ki részére nemesi bizonyítványt. István fia, András (Zombor, 1752. december 31. - Bácsszentiván, 1829. augusztus 09.), óverbászi postamester, akinek apja 1756. március 10-én kelt bizonyítványa alapján Bács-Bodrog vármegyében 1782. szeptember 9-én hirdették ki nemességét. András fia, Ferenc ( - Zombor, 1865. szeptember 12.), az 1805-ben meghirdetett nemesi felkeléskor Bács-Bodrog vármegye 2. lovasságának őrmestere, a vármegyétől 1826-ban nyert nemesi bizonyítványt, Bácsszentivánon volt jegyző, később Zombor város képviselő-testületének tagja. Ferenc fiai, Sorok Sándor Bács-Bodrog vármegyei szolgabíró, az 1848–49-es forradalom és szabadságharc mártírja és János (Bajmok, 1821. június 23. - Bácsszentiván, 1869. december 8.). János fiai, Gyula (Bácsszentiván, 1844. szeptember 20. - ), postamester Szilbácson és János (Bácsszentiván, 1870. március 27. - ), kereskedő Bácsszentivánon.

#### István és János ága
Sorok István és Sorok János a Sopron vármegyei Szilsárkányra költöztek.
István dédunokája, József (Szilsárkány, 1793. február 21. - ) Bikácson jegyző, Tolnai Lajos író, publicista keresztapja. József fia, Pál (Bikács, 1830. január 31. - Bikács, 1885. december 8.)  bikácsi jegyző, az 1848–49-es forradalom és szabadságharc idején honvédként szolgált. Pál fia, Dezső (Bikács, 1868. július 7. - Kajdacs, 1938. március 24.) kajdacsi jegyző.
János lánya, Sára ( - Szilsárkány, 1791. október 7.) előbb Endrédy János, utóbb nemes Csapó János felesége 1768-ban eladta birtokait nemes meszlényi Meszlényi Rozáliának, Annának, Jánosnak, Antalnak és Pálnak.

### János főága
Sorok János ( - Győr, 1730. június 4.), másképpen Sorok Szabó János, ahogyan az első felesége, Bedő Anna 1690. augusztus 16-án kelt végrendeletéből kitűnik tehetős győri polgár volt. Harminc éven keresztül, egészen haláláig volt Győr vármegye esküdtje és a győri evangélikus gyülekezet felügyelőjeként is tevékenykedett. Férfi ági leszármazottairól nem tudunk. Lányát, Juditot (Győr, 1695. december 1. - ) Győrben 1729. július 25-én vette feleségül nemes mesterházi Mesterházy István ( - Győr, 1749. január 22.) Győr város érdemes lovas hadnagya.

### Péter főága
Sorok Péter testvérével Györggyel Mórra költözött, ahol a Hochburg család szolgálatában álltak. A két testvér nemességét Fejér vármegye 1694. szeptember 20-án Székesfehérváron tartott közgyűlésén hirdették ki, miután Hochburgné tiszttartója ellentmondását visszavonta. Péter 23 évig szolgálta a Hochburg családot uradalmi ispánként. Fiai, János, István, József, Péter, György és Mihály. Sorok János nemességét Fejér vármegye 1740. január 16-án tartott közgyűlésén hirdették ki. Sorok István és Sorok József Dunaszentgyörgyre költöztek, nemességüket Tolna vármegye 1743. december 30-án Bonyhádon tartott közgyűlésén  hirdették ki. Sorok Péter ( - Kölesd, 1749. június 23.) szintén Dunaszentgyörgyre költözött, később Kölesden volt jegyző. Péter fia, Péter ( - Kölesd, 1769.) bikád-pusztai árendás nemességének vizsgálatára vonatkozó iratok 1765-ból származnak.

### István főága
Sorok István (- Győr, 1721. január 21.) kovácsmester Győrben. István fia, András (Győr, 1709. szeptember 9. - ), az 1741-ben meghirdetett nemesi felkeléskor katonaként szolgált, felesége nemes felsőszopori Szily Julianna (Felsőszopor, 1730. május 18. - Felsőszopor, 1764. szeptember 12.), Szily János, a szombathelyi egyházmegye első püspökének húga. András lánya, Borbála (Győr, 1758. május 20. - ), akit szülei halála után Szily János püspök nevelt fel. Sorok Borbála Szombathelyen és Zarkaházán élt, 1794-ben igazolta nemességét, végrendeletében 3.000 forintos alapítványt hagyott maga után.

## A család címerének leírása
Álló, csücsköstalpú kék pajzsban zöld pázsiton jobbra fordult, vörös nyelvét kiöltő, kettősfarkú arany oroszlán ágaskodik, felemelt első jobb lábával felfelé kivont aranymarkolatú görbe kardot tart, s első bal lábát ragadozásra nyújtja. A pajzson lévő, jobbra fordított, koronás, nyílt lovagsisak dísze: a pajzsbeli kettősfarkú oroszlán növekedően. A sisak takarója: jobbról kék-arany, balról vörös-ezüst.

## A család jelentősebb tagjai
- Sorok János ( -1730), Győr vármegye esküdtje, a győri evangélikus gyülekezet felügyelője
- Sorok Péter ( -1749), jegyző Kölesden
- Sorok Ferenc (-1865), az 1805-ben meghirdetett nemesi felkeléskor Bács-Bodrog vármegye 2. lovasságának őrmestere, Bácsszentivánon volt jegyző, később Zombor város képviselő-testületének tagja
- Sorok Sándor (1817-1849), Bács-Bodrog vármegyei szolgabíró, az 1848–49-es forradalom és szabadságharc mártírja
- Sorok József (1793- ), jegyző Bikácson
- Sorok Pál (1830-1885), jegyző Bikácson
- Sorok Dezső (1868-1938), jegyző Kajdacson

## A család jelentősebb nőági leszármazottai
- nemes Neszmér Dániel (1814-1865), római katolikus pap, a szabadkai Szent György plébánia plébánosa, a szabadkai Szent László Társulat alapító elnöke
- Mihálkovits István (1831-1888), postamester, a Zentai Takarékpénztár igazgató elnöke, Zenta város polgármestere
- Garay Emma (1838-1899), az Ókanizsai Keresztény Nőegylet vezető tisztségviselője, Kafga Gyula, az 1848–49-es forradalom és szabadságharc honvédszázadosa, postamester, a Magyarkanizsai Takarékpénztár igazgatójának felesége
- Holecskay János (1841-1891), római katolikus pap, hercegszántói plébános, iskolaszéki elnök
- kisléghi Nagy Hermina (1853-1927), a Hódsági Vöröskereszt Egylet alapító elnöke, turopolyai Jusits Lajos (1843-1908) királyi járásbíró felesége
- Mihálkovits Flóra (1855-1894), Szabó László, Zenta város országgyűlési képviselőjének felesége
- Mihálkovits Margit (1882-1955), Berzenczey Domokos, Zenta, később Szeged városi főmérnöke, építész felesége
- Szilágyi László (1897–1978), genealógus

## Töredékes leszármazás
- A. György ( - Győr, 1697. január 27.), kovácsmester, felesége: N. N. (1. férje: Boros N.)
  - B. György, kovácsmester, felesége: Nagy Katalin ( - Szilsárkány, 1732. december 15.)
    - C. György, Pest-Pilis-Solt-Kiskun vármegye katonája, nemeslevelét a vármegye 1724-ban tartott nemességvizsgálatakor mutatta fel, felesége: Pest, 1717. október 17.[21] N. Éva
      - D. István (Pest, 1722. július 4.[22] - Zombor, 1760. október 2.), Pest-Pilis-Solt-Kiskun vármegye katonája, Győr vármegye 1756. március 10-én állított ki részére nemesi bizonyítványt, felesége: Török Ilona
        - E. András (Zombor, 1752. december 31. - Bácsszentiván, 1829. augusztus 9.),[4] postamester Óverbászon, Bács-Bodrog vármegyében 1782. szeptember 9-én hirdették ki nemességét, felesége: Vörösmart, 1777. február 10. nemes Balogh Erzsébet
          - F. Ferenc ( - Zombor, 1865. szeptember 12.),[6] az 1805-ben meghirdetett nemesi felkeléskor Bács-Bodrog vármegye 2. lovasságának őrmestere, Bácsszentivánon volt jegyző, később Zombor város képviselő-testületének tagja, felesége: Bácsszentiván, 1806. november 4. nemes Szüllő Rozália ( - Zombor, 1857. április 12.)[23]
            - G1. Anna (1810. július 16. - Zenta, 1863. január 20.) férje: Bácsszentiván, 1830. október 11.[24] Mihálkovits József (Zenta, 1805. szeptember 15. - Csernegyháza, 1866. január 27.)
            - G2. Eszter Katalin (Bácskossuthfalva, 1812. január 26. - ) férje: Bácsszentiván, 1834. augusztus 11.[25] nemes gyérey Garay Ferenc (Kúla, 1805. március 22. - Temesvár, 1885. február 17.),[26] uradalmi ispán, bánsági főpénztári ellenőr
            - G3. Terézia Erzsébet (Bácskossuthfalva, 1813. október 19. - Zombor, 1863. szeptember 20.) férje: Bácsszentiván, 1836. február 2.[27] nemes Jankovits János Nepomuk, vármegyei tiszteletbeli esküdt
            - G4. Karolina (Bácskossuthfalva, 1815. szeptember 13. - Bácskossuthfalva, 1815. szeptember 19.)
            - G5. Sándor (Bácskossuthfalva, 1817. március 15. - Kúla, 1849. február 6.),[28] Bács-Bodrog vármegyei szolgabíró, az 1848–49-es forradalom és szabadságharc mártírja, 1. felesége: Szabadka, 1844. május 20.[29] nemes bajsai Vojnits Borbála ( - Szabadka, 1844. augusztus 14.),[30] 2. felesége: Bácsborsód, 1848. május 29.[31] nemes borsódi Latinovits Rozália (Bácsborsód, 1819. augusztus 14.[32] - Budapest, 1877. május 21.)
            - G6. János ( - Bácskossuthfalva, 1819. június 29.)
            - G7. János Nepomuk (Bajmok, 1821. május 23. - Bácsszentiván, 1869. december 8.)[33] 1. felesége: Zombor, 1843. november 7. Hameder Anna ( - Bácsszentiván, 1859. november 3.)[34] 2. felesége: Grosser Emília ( - Bácsszentiván, 1864. január 16.)[35] 3. felesége: Müller Anna
              - H1. Gyula Ágoston Ferenc (Bácsszentiván, 1844. szeptember 20. - Szilbács, 1898. november 5.), postamester Szilbácson, felesége: Németpalánka, 1877. május 15. nemes kisléghi Nagy Etelka Terézia Laura (Németpalánka, 1846. október 11. - )
              - H2. Jenő János (Bácsszentiván, 1846. május 16. - Bácsszentiván, 1847. augusztus 16.)
              - H3. Imre (Bácsszentiván, 1849. október 14. - Bácsszentiván, 1849. október 14.)
              - H4. János Lajos (Bácsszentiván, 1850. október 4. - Bácsszentiván, 1854. március 30.)
              - H5. János (Bácsszentiván, 1852. június 19. - )
              - H6. Emma Rozália (Bácsszentiván, 1854. március 28. - )
              - H7. Matilda Mária (Bácsszentiván, 1855. december 1. - Veszprém, 1924. március 13.) 1. férje: Németpalánka, 1871. július 3. Jancsik Erneszt, 2. férje: Deogaró László ( - Veszprém, 1945. április 12.), m. kir. pénzügyőri főbiztos
              - H8. Anna (Bácsszentiván, 1857. december 12. - ) férje: nemes kisléghi Nagy Pál ( - Budapest, 1897. március 17.), m. kir. honvéd hadnagy, járási rendőrfelügyelő
              - H9. Kálmán (Bácsszentiván, 1859. október 10. - )
              - H10. Ferenc (Bácsszentiván, 1860. december 29. - )
              - H11. Sándor (Bácsszentiván, 1861. szeptember 6. - )
              - H12. János (Bácsszentiván, 1862. szeptember 24. - )
              - H13. Géza (Bácsszentiván, 1864. január 6. - Szilbács, 1887. január 2.),[36] tizedes a 6. honvéd gyalogezredben
              - H14. Karolina (Bácsszentiván, 1866. augusztus 7. - )
              - H15. Lujza Marianna (Bácsszentiván, 1868. augusztus 25. - Zombor, 1873. október 28.)
              - H16. János Róbert (Bácsszentiván, 1870. március 27. - ), kereskedő Bácsszentivánon, felesége: Zombor, 1893. február 4. Szuppek Judit
                - I1. Gyula János Ede (Bácsszentiván, 1894. november 6. - Pécs, 1921. május 24.), banktisztviselő
                - I2. Sándor László (Bácsszentiván, 1896. június 25. - ), cégvezető, felesége: Pécs, 1924. december 6. Romeisz Mária (Pécs, 1896. július - )
                - I3. Ilona Anna Terézia (Bácsszentiván, 1898. július 23. - ) férje: Pécs, 1929. augusztus 8. Erbits Kálmán (Budapest, 1886. szeptember 23. - )

            - G8. Karolina (Bácsszentiván, 1823. június 9. - Zombor, 1891. május 15.)[37] férje: Bácsszentiván, 1846. november 24.[38] nemes kisléghi Nagy József (Terezovác, 1820. március 13. - Zombor, 1894. június 9.)[39] szolgabíró Bács-Bodrog vármegye Palánkai járásában
            - G9. Flóra (Bácsszentiván, 1825. április 12. - Hódság, 1907. április 18.)[40] férje: Bácsszentiván, 1843. november 28.[41] Kristofek Elek (Kerény, 1811. július 7. - ) az 1848–49-es forradalom és szabadságharcban hadnagyként szolgált

          - F. István (Kúla, 1779. augusztus 18. - Sztapár, 1830. október 20.),[42] felesége: Zsiróda Terézia ( - Sztapár, 1828. december 29.)[43]
          - F. Anna, férje: nemes nemesperki Czigány Ferenc
          - F. Erzsébet, férje: Apró György bácskeresztúri görögkatolikus pap

        - E. Anna, férje: nemes Neszméry István
        - E. Erzsébet, férje: Kúla, 1772. április 12. Szentivány János

    - C. István (Győr, 1695. október 6.[44] - )
      - D. Mihály (Szilsárkány, 1730. - ) felesége: Imel Katalin ( - Szilsárkány, 1803. augusztus 13.)
        - E. György (Szilsárkány, 1758. február 24. - Szilsárkány, 1835. március 5.), 1. felesége: Szilsárkány, 1778. október 27. Ferenczi Katalin ( - Szilsárkány, 1803. szeptember 19.), 2. felesége: Kisbabot, 1805. április 30. Bödő Katalin ( - Szilsárkány, 1835. március 24.)
          - F. József (Szilsárkány, 1793. február 21. - ), jegyző Bikácson, felesége: Sárszentlőrinc, 1825. február 25. Pap Katalin
            - G1. Terézia férje:	Bikács, 1866. február 8. nemes pátrai Kovács Zsigmond, református tanító Nagydorogon
            - G2. Pál (Bikács, 1830. január 31. - Bikács, 1885. december 8.), jegyző Bikácson, felesége: Iváncsa, 1866. augusztus 23. nemes hajdószoboszlói Bédy Mária
              - H1. Dezső (Bikács, 1868. július 7. - Kajdacs, 1938. március 24.), jegyző Kajdacson, felesége: Kölesd, 1905. július 4. Tantó Ilona (Tiszaföldvár, 1886. november 16. - )
                - I1. Ilona (Kajdacs, 1906. október 25. - ), postamesternő Sárszentmiklóson, férje: Székesfehérvár, 1947. december 20. Molnár József (Seregélyes, 1911. február 17. - ), községi segédjegyző
                - I2. Jolán (Kajdacs, 1907. október 14. - ), okleveles tanítónő, férje: Kajdacs, 1930. január 4. nemes tőrei Tóth László (Kecskemét, 1900. október 10. - )
                - I3. Mária (Kajdacs, 1909. szeptember 26. - )
                - I4. Sára (Kajdacs, 1915. március 6. - ), okleveles tanítónő, férje: Kajdacs, 1941. december 9. dr. Várnagy Mihály (Kecskemét, 1912. november 2. - ), református lelkész

    - C. János
      - D. Sára ( - Szilsárkány, 1791. október 7.), 1. férje: Vadosfa, 1754. február 25. Endrédy János, 2. férje: Vadosfa, 1764. február 5. nemes Csapó János

    - C. Éva, férje: Szilsárkány, nemes Böjtös Gergely
    - C. Katalin, férje: Enese, Nagy István

  - B. János ( - Győr, 1730. június 4.) Győr vármegye esküdtje, a győri evangélikus gyülekezet felügyelője, 1. felesége: Bedő Anna ( - Győr, 1693 előtt), 2. felesége: Andrásy Krisztina ( - Győr, 1736. március 19.)[45]
    - C1. Éva (Győr, 1685. november 13. - )
    - C2. Sámuel (Győr, 1686. október 11. - )
    - C3. Ádám (Győr, 1688. október 30. - Győr, 1688. november 4.)
    - C4. György (Győr, 1689. november 3. - Győr, 1690. március 1.)
    - C5. János (Győr, 1693. április 4. - Győr, 1693. április 10.)
    - C6. Katalin (Győr, 1694. június 29. - ), férje: Győr, 1732. január 22. nemes Fürst József
    - C7. Judit (Győr, 1695. december 1. - ), férje: Győr, 1729. július 25. nemes mesterházi Mesterházy István ( - Győr, 1749. január 22.)[46] Győr város lovas hadnagya
    - C8. János (Győr, 1697. november 1. - Győr, 1728. július 21.)
    - C9. Márton (Győr, 1702. október 29. - )
    - C10. György (Győr, 1704. február 12. - )
    - C11. Éva (Győr, 1708. október 8. - )
    - C12. Ilona, férje: Győr, 1714. május 22. Selmetzi Sámuel

  - B. Péter, a Hochburg család uradalmi ispánja Móron
    - C. János, nemességét Fejér vármegye 1740. január 16-án tartott közgyűlésén hirdették ki
      - D. Katalin ( - Kölesd, 1803. május 19.),[47] férje: Kölesd, 1748. december 3.[48] Botka Ádám ( - Kölesd, 1773. augusztus 6.)[49]

    - C. István, nemességét Tolna vármegye 1743. december 30-án Bonyhádon tartott közgyűlésén  hirdették ki
    - C. József, nemességét Tolna vármegye 1743. december 30-án Bonyhádon tartott közgyűlésén  hirdették ki, felesége: Simontornya, 1743. február 6. nemes Székely Ilona
    - C. Péter ( - Kölesd, 1749. június 23.), jegyző Kölesden
      - D. Péter ( - Kölesd, 1769.), bikád-pusztai árendás

    - C. György ( - Kölesd, 1755. április 3.)
    - C. Mihály

  - B. István ( - Győr, 1721. január 21.), kovácsmester, felesége: Győr, 1697. április 18. Csútz Ilona ( - Győr, 1723. március 8.)
    - C. András (Győr, 1709. szeptember 9. - 1761 előtt), felesége: nemes felsőszopori Szily Julianna (Felsőszopor, 1730. május 18.[17] - Felsőszopor, 1764. szeptember 12.),[18] Szily János, a szombathelyi egyházmegye első püspökének húga
      - D. Borbála (Győr, 1758. május 20.[19] - )